# Phản ứng chuỗi polymerase

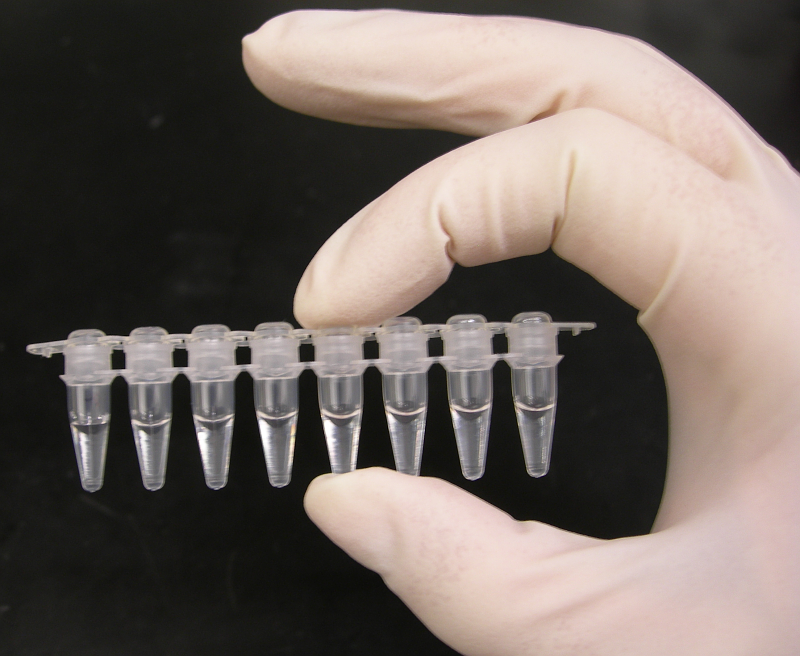
Từ DNA ở một sợi tóc, có thể khuyếch đại lên một lượng DNA vô cùng nhiều đủ để nghiên cứu.

Phản ứng chuỗi Polymerase (Tiếng Anh: polymerase chain reaction, viết tắt: PCR) là một kỹ thuật được sử dụng để khuếch đại phân tử DNA hoặc đoạn phân tử RNA ngoài cơ thể sống, làm tăng số lượng DNA hoặc RNA ban đầu lên lượng tuỳ ý muốn. Thuật ngữ tiếng Anh này cũng đã được dịch ra tiếng Việt là phản ứng khuếch đại gen hay phản ứng chuỗi trùng hợp. Hiện nay, ở Việt Nam cũng như ở nhiều quốc gia khác, trong tài liệu chuyên môn hay tài liệu đại chúng, thường hay dùng từ viết tắt là PCR để chỉ kỹ thuật này.
PCR là một kỹ thuật trong công nghệ sinh học, do Kary Mullis phát minh ra vào năm 1983, đến nay đã được hoàn thiện qua nhiều cải tiến và được tự động hoá hoàn toàn. Kỹ thuật này vận dụng các kiến thức sinh học phân tử, nhằm tạo ra vô số bản sao (tức khuếch đại) từ đoạn DNA ban đầu (bản gốc) có khi rất nhỏ với số lượng tối thiểu mà không cần sử dụng các sinh vật sống (như E. coli và nấm men thường dùng đương thời). PCR đã được sử dụng rất phổ biến và là công cụ không thể thiếu trong nghiên cứu DNA thuộc lĩnh vực sinh học, y học, tội phạm học, xác định huyết thống,... phục vụ nhiều mục đích khác nhau, như phát hiện các bệnh di truyền, nhận dạng tội phạm, nghiên cứu bệnh nhiễm trùng và gần đây là xét nghiệm Covid 19 cũng như giúp sản xuất văcxin chống đại dịch này.

## Lịch sử
Phương pháp căn bản chạy PCR được Kary Mullis phát minh, ông đã đoạt giải Nobel về Hóa học vào tháng 10 năm 1993 cho thành tựu này, chỉ sau 7 năm khi ông đưa ra ý tưởng. Ý kiến của Mullis là phát triển một quy trình mà DNA có thể nhân lên nhiều lần một cách nhân tạo qua nhiều chu kỳ sao chép bởi enzyme DNA polymerase.
DNA polymerase có tự nhiên trong sinh vật sống, nơi mà nó thực hiện chức năng nhân DNA khi tế bào phân chia. Nó làm việc bằng cách nối với sợi DNA và tạo sợi bổ sung. Theo quy trình PCR gốc của Mullis, enzyme phản ứng nhân bản DNA được thực hiện trong ống nghiệm (in vitro). Sợi DNA đôi bị tách thành 2 sợi đơn khi đun nóng ở 96 °C. Tuy nhiên, ở nhiệt độ này DNA polymerase bị phá hủy vì vậy cần bổ sung enzyme sau mỗi giai đoạn nung nóng của mỗi chu kỳ. Quy trình PCR gốc của Mullis không có hiệu quả cao vì nó mất nhiều thời gian, cần một lượng lớn DNA polymerase, và phải liên tục lưu ý suốt trong quá trình PCR.
Sau đó, quy trình gốc này được phát triển bằng cách dùng DNA-Polymerase lấy từ vi khuẩn thermophilic (ưa nhiệt) sống trong mạch nước phun ở nhiệt độ trên 110 °C. DNA polymerase từ sinh vật này là thermostable (ổn định ở nhiệt độ cao) và khi dùng trong PCR nó không bị phá vỡ khi hỗn hợp được nung nóng để tách sợi DNA. Từ đó, không cần phải thêm DNA-polymerase vào mỗi chu kỳ, quá trình sao chép DNA có thể đơn giản và tự động hơn.
Một trong những DNA-polymerase chịu nhiệt đầu tiên được phân lập được từ Thermus aquaticus và được gọi là Taq. Taq polymerase được dùng rộng rãi trong thực nghiệm PCR (5/2004). Nhược điểm của Taq là thỉnh thoảng nó nhầm lẫn trong quá trình sao chép DNA, dẫn đến đột biến (sai) trong chuỗi DNA, vì nó thiếu tính sửa sai exonuclease 3'-5'. Các polymerase như Pwo hay Pfu, được phân lập từ Archaea có cơ chế sửa sai (cơ chế kiểm tra lỗi sai) và có thể làm giảm một cách đáng kể số đột biến xảy ra trong chuỗi DNA được sao chép. Ngày nay, sự kết hợp giữa Taq và Pfu có thể cung cấp cả độ tin cậy cao lẫn sự nhân bản chính xác của DNA.

## Vấn đề bản quyền của kỹ thuật PCR
Kỹ thuật PCR được cấp bằng sáng chế cho Certus Corporation, nơi Mullis làm việc khi phát minh ra kỹ thuật. Kỹ thuật enzyme Taq polymerase cũng được bao gồm trong bằng sáng chế này. Họ đã hứng chịu nhiều vụ kiện cáo liên quan tới kỹ thuật này, vụ nổi tiếng nhất là từ DuPont. Công ty dược phẩm Hoffmann-La Roche mua quyền sở hữu bằng sáng chế này vào năm 1992 và hiện tại vẫn đang nắm giữ chúng.

## Thực nghiệm PCR

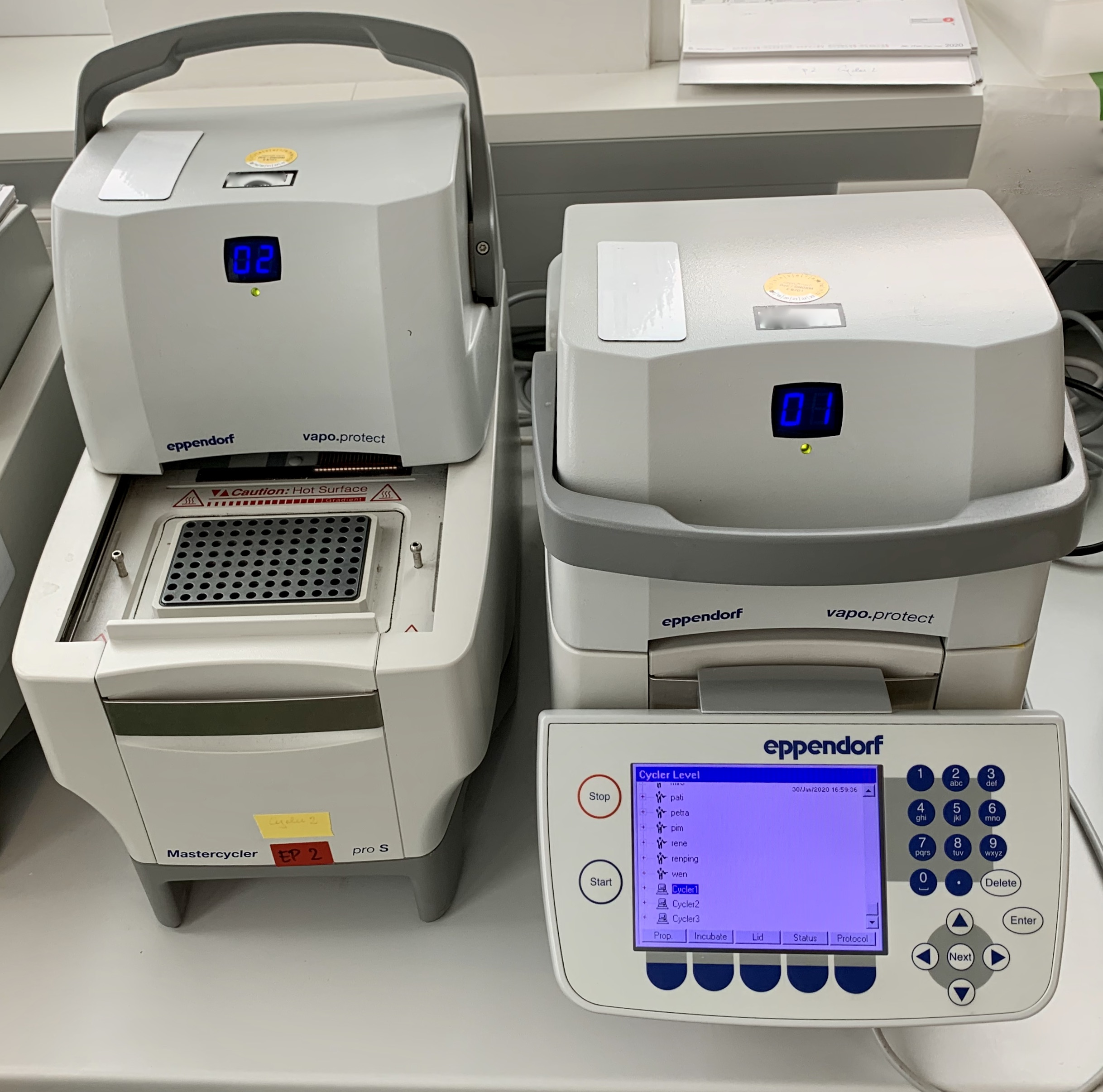
Figure 1: PCR machine

PCR được dùng để khuếch đại một đoạn DNA ngắn, đã xác định được một phần. Đó có thể là một gen đơn, hay một phần của gen. Trái với sinh vật sống, quy trình PCR có thể copy một mảnh DNA ngắn, có thể lên đến 10kb (kb = 1 kilobasepair = kilo cặp base = 1000 cặp base). DNA là một sợi đôi, và vì vậy nó được đo với DNA bổ sung ... gọi là cặp base. Một vài phương pháp có thể copy một mảnh kích thuớc lên đến 40kb ít hơn nhiều so với nhiễm sắc thể DNA trong tế bào eukaryote – ví dụ như tế bào người chứa hơn 3 tỉ cặp base.
Như đã thực hành hiện nay, PCR cần rất nhiều thành phần. Những thành phần đó là:
-	DNA mẫu (template) chứa mảnh DNA cần khuếch đại 
-	Cặp mồi(primer), để xác định điểm bắt đầu và kết thúc vùng cần khuếch đại (xem phần tiếp theo về mồi)
-	DNA-polymerase enzym xúc tác cho việc nhân lên của DNA.
-	Nucleotides (ví dụ dNTP)là nguyên liệu cho DNA-polymerase để xây dựng DNA mới.
-	Dung dịch đệm, cung cấp môi trường hóa học cho DNA-polymerase
Phản ứng PCR được thực hiện trong chu kỳ nhiệt. Đây là máy đun nóng và làm nguội trong ống phản ứng ở nhiệt độ chính xác cho mỗi phản ứng. Để ngăn ngừa sự bay hơi của hỗn hợp phản ứng, phần nắp đậy của máy PCR cũng được đun nóng, trường hợp lượng dung dịch phản ứng quá ít, người ta cho một lớp dầu (natural oil) lên trên bề mặt hỗn hợp phản ứng. Năm 2015, giá máy khoảng 140.000.000 VNĐ cho các dòng có chức năng Gradient nhiệt.

### Đoạn mồi
Đoạn DNA cần khuếch đại được xác định bằng mồi chọn lọc. Mồi là những đoạn ngắn, sợi DNA nhân tạo – không quá 50 (thường 18-25) nucleotides (vì DNA thường là sợi đôi, chiều dài của nó được xác định bằng số lượng cặp base (bp); chiều dài của sợi đơn DNA được đo bằng base hay nucleotides) phù hợp một cách chính xác ở điểm bắt đầu và kết thúc của DNA cần khuếch đại. Nó gắn chặt với DNA mẫu ở những điểm khởi đầu và kết thúc, nơi mà DNA-polymerase nối và bắt đầu quá trình tổng hợp của sợi DNA mới.
Sự lựa chọn về chiều dài của những đoạn mồi và nhiệt độ biến tính của nó (Tm-melting) phụ thuộc vào số ... Nhiệt độ biến tính của mồi – đừng nhầm lẫn với nhiệt độ biến tính của DNA trong chu kỳ đầu tiên của quá trình PCR—được định nghĩa là nhiệt độ dưới lúc mồi bám vào DNA mẫu và nhiệt độ trên lúc mồi tách ra khỏi DNA mẫu. Nhiệt độ biến tính tỉ lệ thuận với chiều dài đoạn mồi. Mồi quá ngắn sẽ bám nhiều vị trí trên DNA mẫu dài và sẽ cho kết quả không rõ ràng. Mặt khác chiều dài DNA bị giới hạn bởi nhiệt độ cần biến tính. Nhiệt độ biến tính quá cao, ví dụ như trên 80 °C sẽ gây ra nhiều vấn đề vì DNA-polymerase hoạt động kém ở nhiệt độ đó. Chiều dài tốt nhất của đoạn mồi là từ 20-40 nucleotide với nhiệt độ biến tính khoảng từ 60 – 75 °C.
Thỉnh thoảng những đoạn mồi đã thoái hóa cũng được sử dụng. Những đoạn mồi này là hỗn hợp tương tự nhưng không giống hoàn toàn. Nó có thể thuận tiện nếu có cùng gen cần khuếch đại từ những sinh vật khác nhau, như bộ gen của nó có thể là tương tự nhưng không giống nhau. Người ta còn dùng những đoạn mồi đã thoái hóa khi mồi được thiết kế dựa trên chuỗi protein. Như nhiều codon có thể mã hóa cho nhiều amino acid, thường rất khó để suy ra codon nào dùng cho trường hợp đặc biệt. Vì vậy đoạn mồi tương ứng với amino acid isoleucine có thể là "ATH", A có nghĩa là adenine, T là thymine, và H ứng với adenine, thymine, hay cytosine. (Xem mã di truyền để hiểu them về codons) Sử dụng đoạn mồi đã thoái hóa có thể làm giảm đặc trưng của phản ứng khuếch đại PCR. Vấn đề có thể được giải quyết bằng phương pháp touchdown PCR.
Vấn đề thiết kế mồi chính xác đã được đề cập ở trên cần phụ thuộc vào sản xuất sản lượng:
-	hàm lượng GC nên trong khoảng 40-60%
-	Tính toán nhiệt biến tính cho cả những đoạn mồi trong phản ứng không khác quá 50 °C và nhiệt biến tính của sản phẩm khuếch đại không khác mồi quá 10 °C
-	Nhiệt độ bám vào thỉnh thoảng thấp hơn nhiệt nóng chảy 50 °C. Tuy nhiên, nên chọn lựa theo kinh nghiệm cho từng trường hợp cụ thể.
-	Tránh ...
-	Kết thúc đầu 3' rất nhạy cảm – nó có thể không bổ sung cho bất cứ vùng nào của đoạn mồi trong phản ứng và phải cung cấp base chính xác phù hợp với mẫu.
Có cả chương trình hỗ trợ việc thiết kế mồi (xem Liên kết ngoài)

### Quy trình
Quy trình PCR gồm 20 đến 30 chu kỳ. Mỗi chu kỳ gồm 3 bước (Hình 2)
(1)Nhiệt độ tăng lên 94-96 °C để tách hai sợi DNA ra. Bước này gọi là biến tính, nó phá vỡ cầu nối hydrogen nối 2 sợi DNA. Trước chu kỳ 1, DNA thường được biến tính đến thời gian mở chuỗi để đảm bảo mẫu DNA và mồi được phân tách hoàn toàn và chỉ còn dạng sợi đơn. Thời gian: 1-2 phút
(2)Sau khi 2 sợi DNA tách ra, nhiệt độ được hạ thấp xuống để mồi có thể gắn vào sợi DNA đơn. Bước này gọi là gắn mồi. Nhiệt độ giai đoạn này phụ thuộc vào đoạn mồi và thường thấp hơn nhiệt độ biến tính 50 °C (45-60 °C). Sử dụng sai nhiệt độ trong giai đoạn này dẫn đến việc đoạn mồi không gắn hoàn toàn vào DNA mẫu, hay gắn một cách tùy tiện. Thời gian: 1-2 phút.
(3) Cuối cùng, DNA polymerase gắn tiếp vào sợi trống. Nó bắt đầu bám vào và hoạt động dọc theo sợi DNA. Bước này gọi là kéo dài. Nhiệt độ kéo dài phụ thuộc DNA-polymerase. Thời gian của bước này phụ thuộc vào cả DNA-polymerase và chiều dài mảnh DNA cần khuếch đại. Như một quy tắc ..., 1000bp/ 1 phút.

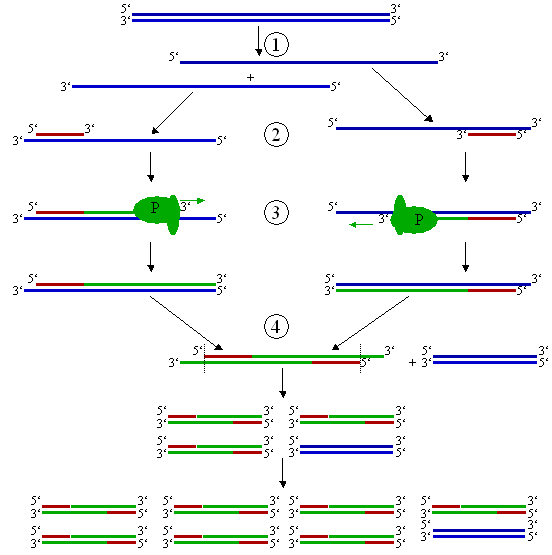
Figure 2: Hình 2: Chu trình PCR dưới dạng sơ đồ. (1) Nóng chảy ở 96°C. (2)Gắn mồi ở 68°C. (3)Kéo dài ở 72°C (P=Polymerase). (4)Chu trình đầu tiên hoàn thành. Hai sợi DNA kết quả thành DNA mẫu cho chu trình kế tiếp, mặc dù gấp đôi lượng DNA bản sao cho mỗi chu kỳ.

### Ví dụ
Thời gian và nhiệt độ trong ví dụ này được lấy từ chương trình PCR mà đã thành công trên phân đoạn 250bp của đầu C của insulin-like growth factor (IGF).
Hỗn hợp phản ứng gồm:
- 1.0 µl DNA khuôn (100 ng/µl)
- 2.5 µl mồi, 1.25 µl cho mỗi mồi(100 ng/µl)
- 1.0 µl Pfu-Polymerase
- 1.0 µl nucleotide
- 5.0 µl đệm
- 89.5 µl H2O

100 µl hỗn hợp phản ứng (sử dụng ống eppendorf 200 μl) được đưa vào máy PCR.
Quy trình PCR bao gồm các bước sau:
Bước 1Khởi đầu. Đun hỗn hợp ở 96 °C trong vòng 5 phút để đảm bảo sợi DNA cũng như mồi được làm nóng. DNA-Polymerase có thể có trong giai đoạn khởi đầu, hoặc nó có thể được thêm vào ngay sau bước này.
Bước 2Biến tính (Melting). 96 °C trong 30 giây. Đối với mỗi chu kì thì lượng thời gian này là đủ để biến tính DNA.
Bước 3Gắn mồi (Annealing). 68 °C trong 30 giây.
Bước 4Kéo dài (Elongation).72 °C trong 45 giây.
Bước 5Các bước từ 2 đến 4 được lặp lại 25 lần, tuy nhiên với mồi và polymerase tốt, 15 đến 20 chu kỳ có thể là đủ.
Bước 6Giữ hỗn hợp ở 7 °C. Tại nhiệt độ này DNA sẽ không bị hư hại trong vòng 1 đêm.

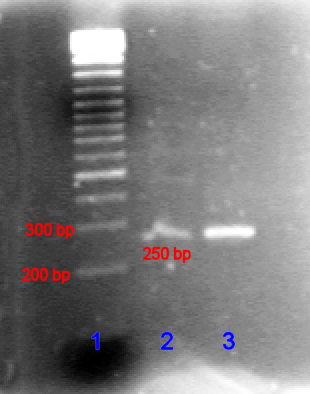
Figure 3: PCR product compared with DNA ladder in agarose gel. DNA ladder (lane 1), the PCR product in low concentration (lane 2), and high concentration (lane 3).Image published with permission of Helmut W. Klein, Institute of Biochemistry, University of Cologne, Germany

Sản phẩm PCR có thể được nhận biết bằng kích thước của chúng qua việc sử dụng sắc ký gel agarose. Sắc ký gel agarose là phương pháp bao gồm việc nhỏ mẫu sản phẩm PCR của DNA vào gel agarose và sau đó chạy điện di trên gel. Kết quả là các đoạn DNA nhỏ hơn sẽ di chuyển nhanh hơn các đoạn lớn qua gel từ cực âm đến cực dương. Kích thước của sản phẩm PCR có thể được xác định bằng việc so sánh với thang DNA, thang này có chứa các DNA đã biết trước kích thước, cũng nằm trong gel (hình 3).

### Tối ưu hoá PCR
Do PCR rất nhạy, nên phải tránh ô nhiễm các DNA khác có trong phòng thí nghiệm (vi khuẩn, virus, DNA,...). Vì vậy các mẫu DNA, hỗn hợp phản ứng và quy trình DNA, ngoài ra còn có phản ứng phân tích sản phẩm, nên được thực hiện trong một khu vực riêng biệt. Ở giai đoạn chuẩn bị hỗn hợp phản ứng, phải chuẩn bị phòng riêng biệt với đèn UV. Phải sử dụng găng tay sạch cho mỗi bước PCR cũng như thay thế các pipet.
Thuốc thử dùng trong PCR phải được chuẩn bị riêng biệt và chỉ được dùng cho mục đích này. Các mẫu phải được giữ riêng biệt với các mẫu DNA khác. Phản ứng có kiểm soát (kiểm soát bên trong), ngoại trừ DNA khuôn mẫu, phải luôn được thực hiện, để kiểm tra sự nhiễm bẩn.

### Những cải tiến mới trong kỹ thuật PCR
- Một phương pháp gần đây loại bỏ chu kỳ nhiệt, thay vào đó sử dụng nhiều enzyme, là helicase-dependent amplification.
- Một phương pháp giúp hạn chế việc duy trì nhiệt cho những đoạn mồi không đặc hiệu là Touchdown PCR.
- Phản ứng tổng hợp chuỗi polymerase thời gian thực Real-time PCR, hay phản ứng chuỗi polymerase định lượng (quantative PCR - qPCR)

## Những ứng dụng của PCR
PCR có thể được ứng dụng vào nhiều mục đích đa dạng trong các nghiên cứu và phân tích. Một số ví dụ sẽ được nêu ở dưới.

### Yếu tố di truyền
Yếu tố di truyền là một kỹ thuật pháp y sử dụng để xác định một người bằng cách so sánh DNA của người đó với mẫu đã có, ví dụ như, mẫu máu thu được từ hiện trường vụ án có thể được so sánh di truyền với mẫu máu của người tình nghi. Có thể chỉ cần một lượng nhỏ DNA thu từ máu, tinh dịch, nước bọt, tóc... Về lý thuyết thì chỉ cần một mạch DNA đơn là đủ.

### Kiểm tra huyết thống

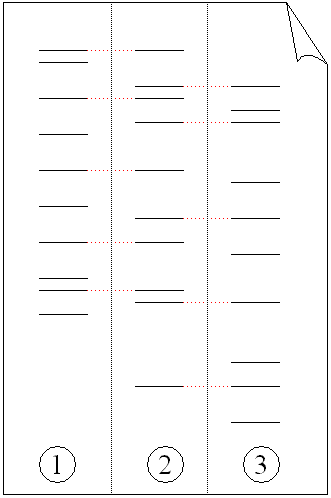
Figure 4: Electrophoresis of PCR-amplified DNA fragments. (1) Father. (2) Child. (3) Mother. The child has inherited some, but not all of the fingerprint of each of its parents, giving it a new, unique fingerprint.

Mặc dù các kết quả "dấu vân tay" là duy nhất (trừ cặp song sinh giống hệt nhau), mối quan hệ di truyền, ví dụ, cha mẹ và con hoặc anh chị em ruột, có thể được xác định từ hai hoặc nhiều dấu vân tay di truyền, có thể được sử dụng để thử nghiệm quan hệ cha con (Hình 4). Một biến thể của kỹ thuật này cũng có thể được sử dụng để xác định các mối quan hệ tiến hóa giữa các sinh vật.

### Chẩn đoán bệnh di truyền
Phát hiện các bệnh di truyền trong một gen nhất định là một quá trình lâu dài và khó khăn, có thể được rút ngắn đáng kể bằng cách sử dụng phương pháp PCR. Mỗi gen trong câu hỏi có thể dễ dàng được khuếch đại qua PCR bằng cách sử dụng các loại sơn lót thích hợp và sau đó trình tự để phát hiện đột biến.
Bệnh virus, cũng có thể được phát hiện bằng phương pháp PCR thông qua khuếch đại của DNA của virus. Phân tích này là có thể ngay sau khi nhiễm trùng, có thể từ vài ngày đến vài tháng trước khi các triệu chứng thực tế xảy ra. Chẩn đoán sớm như vậy cho các bác sĩ dẫn quan trọng trong điều trị.

### Tách dòng gene
Nhân bản một gen không nên nhầm lẫn với nhân bản toàn bộ một sinh vật-mô tả quá trình cô lập một gen từ một sinh vật và sau đó chèn nó vào sinh vật khác. PCR thường được sử dụng để khuếch đại gen, mà sau đó có thể được chèn vào một vector (vector là một phương tiện chèn một gen vào cơ thể) như một plasmid (một phân tử DNA vòng) (Hình 5). DNA sau đó có thể được chuyển thành một sinh vật khác nhau, nơi gen và sản phẩm của nó có thể được nghiên cứu chặt chẽ hơn. Thể hiện một gen nhân bản (thể hiện một gen có nghĩa là để sản xuất các protein mà nó xác định sản xuất) cũng có thể là một cách để sản xuất hàng loạt hữu ích ví dụ protein-cho, thuốc men.

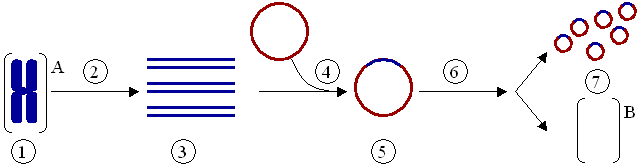
Figure 5: Cloning a gene using a plasmid.
(1) Chromosomal DNA of organism A. (2) PCR. (3) Multiple copies of a single gene from organism A. (4) Insertion of the gene into a plasmid. (5) Plasmid with gene from organism A. (6) Insertion of the plasmid in organism B. (7) Multiplication or expression of the gene, originally from organism A, occurring in organism B.

### Gây đột biến điểm
Đột biến là một cách để làm thay đổi trình tự của các nucleotide trong DNA. Có những tình huống trong đó một là quan tâm đến biến đổi (thay đổi) bản sao của một chuỗi DNA nhất định, ví dụ, khi đánh giá các chức năng của một gen hoặc trong ống nghiệm tiến hóa protein. Đột biến có thể được đưa vào trình tự DNA sao chép theo hai cách cơ bản khác nhau trong quá trình PCR. Đột biến trang web hướng cho phép người thử nghiệm để giới thiệu một đột biến tại một địa điểm cụ thể trên sợi DNA. Thông thường, đột biến mong muốn được kết hợp trong các mồi sử dụng cho các chương trình PCR. Đột biến ngẫu nhiên, mặt khác, dựa trên việc sử dụng các polymerase dễ bị lỗi trong quá trình PCR. Trong trường hợp đột biến ngẫu nhiên, vị trí và tính chất của đột biến không thể kiểm soát. Một ứng dụng của đột biến ngẫu nhiên là để phân tích các mối quan hệ cấu trúc chức năng của protein. Bằng cách thay đổi một cách ngẫu nhiên một chuỗi DNA, người ta có thể so sánh các protein kết quả với ban đầu và xác định chức năng của từng phần của protein.

### Phân tích mẫu DNA cổ
Sử dụng PCR, nó sẽ trở thành có thể phân tích DNA đó là hàng ngàn năm tuổi. Kỹ thuật PCR đã được sử dụng thành công trên động vật, chẳng hạn như một voi ma mút bốn mươi ngàn năm tuổi, và cũng trên DNA của con người, trong các ứng dụng khác nhau, từ việc phân tích các xác ướp Ai Cập đến việc xác định một Sa hoàng Nga.

### Xác định kiểu gene của các đột biến
Thông qua việc sử dụng PCR cụ thể cho alen, người ta có thể dễ dàng xác định alen nào của một đột biến hoặc đa hình một cá thể có. Ở đây, một trong hai đoạn mồi là phổ biến, và sẽ ủ cách đột biến một đoạn ngắn, trong khi các đoạn mồi khác ủ ngay trên biến thể. Đầu 3 'của đoạn mồi cụ thể dành cho alen được sửa đổi, thành chỉ tổ chức nếu nó phù hợp với một trong các alen. Nếu đột biến được quan tâm là đa hình nucleotide đơn T hoặc C (T / C SNP), thì một phản ứng sẽ sử dụng hai phản ứng, một phản ứng chứa đoạn mồi kết thúc bằng T và phản ứng còn lại kết thúc bằng C. Đoạn mồi chung sẽ giống nhau. Sau khi thực hiện PCR, hai bộ phản ứng này sẽ được thực hiện trên gel agarose, và mô hình dải sẽ cho bạn biết liệu cá thể đó là T đồng hợp tử, đồng hợp tử C hay T / C dị hợp tử. Phương pháp luận này có một số ứng dụng, chẳng hạn như khuếch đại một số kiểu đơn bội nhất định (khi một số alen nhất định ở 2 SNP trở lên xảy ra cùng nhau trên cùng một nhiễm sắc thể [Trạng thái cân bằng liên kết]) hoặc phát hiện nhiễm sắc thể tái tổ hợp và nghiên cứu sự tái tổ hợp cộng sinh.

### So sánh mức độ biểu hiện của gene
Các nhà nghiên cứu sử dụng phương pháp PCR truyền thống để dự đoán sự thay đổi trong một mẫu gene. Axit Ribonucleic (RNA) là phân tử mà DNA được phiên mã trước khi tạo ra protein, và những sợi RNA giữ các hướng dẫn cho trình tự protein được gọi là RNA thông tin (mRNA). Khi RNA được phân lập, nó có thể được phiên mã ngược trở lại thành DNA (chính xác là DNA bổ sung, được gọi là cDNA), tại thời điểm này, PCR truyền thống có thể được áp dụng để khuếch đại gen, phương pháp này được gọi là RT-PCR. Trong hầu hết các trường hợp, nếu có nhiều vật liệu ban đầu (mRNA) của gen thì trong quá trình PCR sẽ tạo ra nhiều bản sao của gen hơn. Khi sản phẩm của phản ứng PCR được chạy trên gel agarose (xem Hình 3 ở trên), một dải, tương ứng với một gen, sẽ xuất hiện lớn hơn trên gel (lưu ý rằng dải vẫn ở cùng một vị trí so với bậc thang, nó sẽ chỉ xuất hiện béo hơn hoặc sáng hơn). Bằng cách chạy các mẫu cDNA khuếch đại từ các sinh vật được xử lý khác nhau, người ta có thể có được ý tưởng chung về mẫu nào biểu hiện nhiều gen quan tâm hơn. Một phương pháp RT-PCR định lượng đã được phát triển, nó được gọi là Real-Time PCR.